# Regalienfeld
Regalienfeld (von lat. iura regalia, „königliche Rechte“) heißt in der Heraldik ein rotes Feld ohne gemeine Figur oder weitere Heroldsbilder, das die Blutfahne symbolisiert und damit zunächst das Recht des Wappenträgers zur Blutgerichtsbarkeit anzeigt, aber auch als Sinnbild für die anderen Regalien und damit die Souveränität gedeutet wird.
In der Wappenbeschreibung (Blasonierung) wird das Feld häufig mit Regalien nur bezeichnet. Der schlechteste Platz im Sinne von Ehre ist der Schildfuß. Dieses Feld wird als Regalienfeld ausgewählt. Über die rote Farbe des Feldes ist gelegentlich eine Damaszierung gelegt, um das Schmachfeld aufzubessern.
Im Großen Wappen des Königreiches Preußen ist es in der Wappenbeschreibung das Feld Nummer 52.
In der Einzeldarstellung mutiert der Schildfuß zum Wappen mit einem Oberwappen.
Die Blasonierung lautet: „Über dem damaszierten roten Feld ein roter offener Adlerflug auf einem gekrönten Helm mit roten Decken.“

## Geschichte

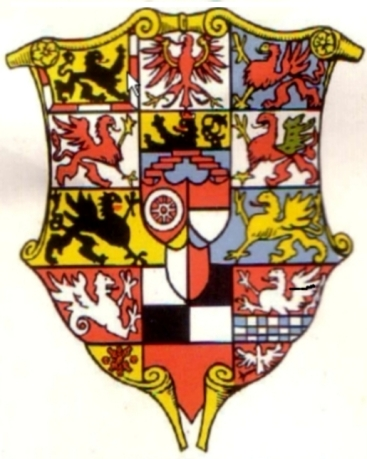
Großes Wappen Albrecht von Brandenburgs mit Regalienfeld im Schildfuß

Die Regalien oder auch das Blutfeld wie es genannt wird, hängt eng mit der Fahnenbelehnung zusammen. Jeder belehnte Fürst hatte nach Anzahl seiner Landesteile beim Kaiser die Blutsfahne zu hinterlegen. Er erhielt sie symbolisch für jedes belehnte Land wieder zurück. Diese Art erfolgte beim Burggrafen Friedrich I. für die Mark Brandenburg 1415.
Eine Beschreibung der Blutsfahne wird für den Landgrafen zu Hessen auf 1495 datiert, als der Reichstag in Worms tagte. Das älteste Vorkommen des roten Feldes ist im Wappen der Kurpfalz nachweisbar. Als der Kurfürst Friedrich von der Pfalz durch Kaiser Karl V. auf dem Reichstag in Speyer am 5. Mai 1544 den goldenen Reichsapfel als Belehnung erhielt, führte er schon ein rotes Feld im Wappen. Somit hatte er das Recht des sogenannten Halsgerichtes. Das war ein Recht über Leben und Tod.
Lange Zeit wurde das Regalienfeld jedoch nicht durchgängig von allen belehnten Landesherren ins Wappen aufgenommen. Erst mit Beginn des 16. Jahrhunderts wurde es zur Regel. Kursachsen führte es unter Kurfürst Johann und Anhalt unter Fürst Wolfgang 1556 ein. Die Burggrafen zu Meißen aus dem Hause Plauen 1558 und später auch das Haus Hohenlohe. Das Siegel der meißnischen Burggrafen zeigte zwischen einem offenen Flug eine Jungfrau, die die Flügel hält. Es folgte Pommern und Brandenburg. Im Siegel des Kardinals Albrecht von Brandenburg lässt sich ein Nachweis auf das Jahr 1535 datieren, im großen Siegel des Kurfürsten Joachim II. auf das Jahr 1558. Die Belehnung der pommerschen Herzöge Georg und Philipp am 26. Juli 1530 hatte erst im Wappen nach 1610 seinen Niederschlag gefunden.
Das Helmkleinod zum Regalienfeld ist nie geführt worden, obwohl es im Wappenbuch von Kurbrandenburg von 1574 beschrieben und auch dargestellt ist. Das Regalienfeld wurde zur Verfeinerung zunehmend damasziert. Bemerkenswert ist, dass seit 1701, aber schon um 1658, letztendlich mit dem Untergang des Heiligen Römischen Reiches, die Lehensabhängigkeiten erloschen sind, aber das Regalienfeld weitergeführt wird.